# Manoel Francisco do Nascimento Brito
Manoel Francisco do Nascimento Brito (Rio de Janeiro, 2 agosto 1922 – Rio de Janeiro, 8 febbraio 2003) è stato un editore brasiliano.

## Biografia
Nacque da padre brasiliano e da madre britannica nel bairro di Tijuca. Diplomato al Colégio de São Bento, si laureò in giurisprudenza alla Università del Brasile. Durante la Seconda guerra mondiale, servì nella Força Aérea Brasileira come ufficiale della riserva. Nel 1946, iniziò a esercitare come avvocato e nello stesso anno sposò Leda Marchesini, figlia di seconde nozze del conte Ernesto Pereira Carneiro, proprietario del Jornal do Brasil.
Lasciò il posto di avvocato del Banco do Brasil per assumere la carica di direttore di Rádio Jornal do Brasil, di proprietà del conte Pereira Carneiro, trasformandone la programmazione in un misto di informazione e musica. Nel 1952, fu nominato amministratore dell'intero gruppo Jornal do Brasil (che comprendeva il quotidiano, l'agenzia di stampa, le emittenti radiofoniche e la grafica), contribuendo al suo rinnovamento ed espansione, appoggiandosi per il rilancio del quotidiano a figure come Alberto Dines (caporedattore dal 1962 al 1973), Jânio de Freitas, Reinaldo Jardim, Odilo Costa e Amilcar de Castro. Sua, inoltre, l'idea di creare un supplemento culturale, il Caderno B ("Quaderno B").
Nel 1956, fu eletto presidente della Società Interamericana della Stampa, carica che ricoprì tre volte. Fu anche brevemente direttore del Diário de Minas e della Tribuna da Imprensa.
Diresse il quotidiano durante la dittatura militare (1964-1985), cercando di mantenere una sua linea indipendente nonostante le dure restrizioni imposte dal regime, riuscendo anche a pubblicare in prima pagina la notizia del colpo di Stato in Cile nel 1973. Stabilì rapporti anche con altri giornali sudamericani: nel 1967, pubblicò i suoi reportage dal Vietnam sia sul Jornal, che sul quotidiano argentino La Prensa; nel 1975, stabilì un accordo commerciale con il quotidiano cileno El Mercurio, volto allo scambio di notizie e alla creazione di una agenzia di stampa sudamericana.
A partire dagli anni settanta, tuttavia, il giornale entrò in crisi, per scelte manageriali azzardate, fra cui la costruzione della nuova sede a Rio de Janeiro (1973), e sostegni politici poco azzeccati (come l'appoggio al generale Sylvio Frota come successore di Ernesto Geisel, che però gli preferì João Figueiredo). Tuttavia, il Jornal do Brasil ebbe un ruolo fondamentale nelle indagini sull'attentato del Riocentro (1981) e nel denunciare i brogli elettorali volti a impedire l'elezione di Leonel Brizola a Governatore di Rio de Janeiro.
Nel 1978, fu colpito da un ictus, ma mantenne la posizione di presidente fino all'agosto 2000, pur avendo ceduto al figlio José Antonio molte delle funzioni esecutive fin dal 1995. Lungo il 2002, soffrì una serie di piccoli infarti che lo portarono alla perdita progressiva della parola e della capacità deambulatoria. Venne ricoverato il 21 gennaio 2003 all'ospedale Copa D'Or di Copacabana, dove morì la mattina dell'8 febbraio per insufficienza cardiaca.

## Premi
- Premio Maria Moors Cabot: 1967[6]
- Premio Alberdi-Sarmiento: 1969[1]
- Premio Jules Dubois: 1970[1]